# Le Courrier d'Europe centrale
Le Courrier d'Europe centrale, anciennement Hulala (jusqu'en janvier 2018), est un site web d'information et d'opinion créé en 2009. Il s'agit d'un organe de presse « tout en ligne » francophone payant relatant l'actualité de la Hongrie, de la Pologne, de la République tchèque, de la Slovaquie, de la Biélorussie, de l'Ukraine et de la Moldavie. 

## Histoire
Le Courrier d'Europe centrale est créé au printemps 2009 sous le nom de Hulala et est à l'origine un blog spécialisé dans le suivi de l'actualité hongroise en français. Ses fondateurs - François Gaillard et Corentin Léotard - sont alors en stage au sein de la rédaction du Petit Journal de Budapest, un site d'information orienté vers un lectorat d'expatriés. 
Le blog bénéficie d'une visibilité accrue au début des années 2010 et devient progressivement une source d'information de référence sur la Hongrie,,. À l'été 2015, Hulala est sollicité par Mediapart pour intégrer le réseau #OpenEurope, une initiative destinée à « raconter les solidarités concrètes qui se construisent pour venir en aide aux migrants », lors de la crise européenne des réfugiés.
Au début du printemps 2016, Hulala élargit sa zone de couverture à l'ensemble des pays du Groupe de Visegrád et amorce sa professionnalisation,. Ce mouvement est confirmé le 3 avril 2017 avec l'annonce du passage du site au payant. Hulala devient Le Courrier d'Europe centrale en janvier 2018.

## Caractéristiques

### Contenu

Carte des aires culturelles européennes : l'Europe centrale y correspond peu ou prou aux zones couvertes par Le Courrier d'Europe centrale.

Le Courrier d'Europe centrale couvre par ordre d'importance l'actualité de la Hongrie, de la Pologne, de la République tchèque et de la Slovaquie, en privilégiant les thématiques politiques et sociales. La majorité des articles est rédigée par une équipe de correspondants basés à Budapest, Prague, Varsovie, Pécs, Gdańsk et Bruxelles, tandis qu'une plus petite part provient de traductions de la presse locale (Index, HVG, 444.hu, Népszabadság, Mérce) et du site d'opinion Political Critique, édité par la revue polonaise Krytyka Polityczna.
L'activité éditoriale du site d'information se décline également à travers l'animation un samedi sur deux de Francia hangja (« La voix de la France »), une émission radiophonique francophone sur la station budapestoise Tilos Rádió et à travers l'enregistrement d'une chronique intitulée Centreuropéenne, diffusée chaque mois dans l'émission Fréquence Europe sur Radio Judaïca Strasbourg et Radio Judaïca Bruxelles. Le Courrier d'Europe centrale dispose également d'une chaîne YouTube.
Le site propose également une rubrique de décryptage de l'actualité par des cartes et des infographies, ainsi qu'un agenda culturel faisant le lien entre francophonie et Europe centrale.

### Ligne éditoriale

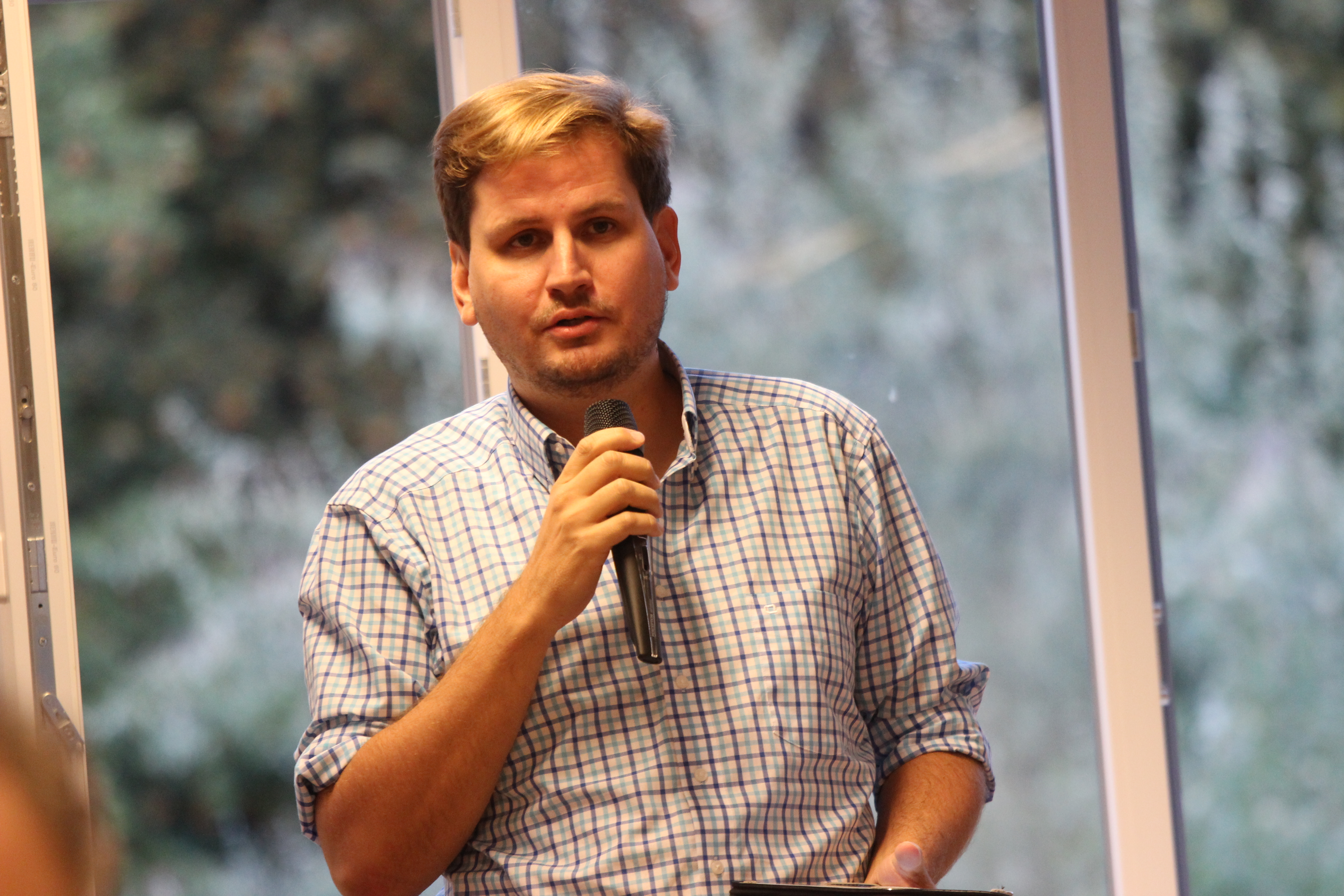
L'économiste hongrois Zoltán Pogátsa en 2013.

La ligne éditoriale du Courrier d'Europe centrale est globalement progressiste et revendique s'inscrire « dans les grands combats pour la démocratie, l’égalité et la justice sociale » en Europe. Fortement critique des régimes « illibéraux » du Fidesz de Viktor Orbán et du parti PiS de Jarosław Kaczyński, Le Courrier d'Europe centrale relaie souvent la parole d'intellectuels marqués à gauche, à l'instar de Gáspár Miklós Tamás, Zoltán Pogátsa, András Jámbor, Sławomir Sierakowski, Bartłomiej Kozek ou le militant décroissant français Vincent Liegey. Pour autant, l'équipe du site déclare se situer « dans une logique d’explication et non de confrontation »[source insuffisante].
Le site est plusieurs fois la cible de journalistes et médias hongrois réputés proches du gouvernement Orbán[réf. nécessaire]. Dans un article datant de juin 2012, un journaliste du Magyar Nemzet, István Lovas, s'en prend au parti pris anti-Fidesz du média, tandis qu'il déplore, cette fois dans un post de blog publié le 5 juillet 2017, ces « Français [de Budapest] qui vomissent chaque jour sur la majorité des Hongrois ». Le 11 septembre 2017, la dessinatrice Ludmilla, du site ultra-conservateur 888.hu, dépeint Hulala comme un élément de la « chaîne d'alerte libérale », en raison du soutien du site francophone à une tribune rédigée par le syndicat des journalistes hongrois condamnant son listage de « journalistes ennemis »,.
En avril 2018, Ludovic Lepeltier-Kutasi, le directeur de la publication du Courrier d'Europe centrale, affirme dans une interview du journal L’Humanité que le Fidesz « est devenu un parti d’extrême droite », puis quelques jours plus tard, le site devient intégralement gratuit pour « suivre et comprendre les élections législatives en Hongrie ».

### Structure et équipe
Le Courrier d'Europe centrale est édité par une association française loi de 1901, domiciliée à Ascoux et dont les statuts sont déposés en sous-préfecture de Pithiviers. Cette association est reconnue comme un service de presse en ligne par la Commission paritaire des publications et des agences de presse (CPPAP). L'intégralité de ses revenus est tirée des abonnements de ses lecteurs. La charte déontologique indique que le média « refuse toute insertion publicitaire, de quelque forme qu’elle soit » et « informe ses lecteurs du montant des subventions publiques ou privées qu’il reçoit et des projets auxquelles elles sont destinées ».
La rédaction du Courrier d'Europe centrale est dirigée par Corentin Léotard, journaliste indépendant basé à Budapest, pigeant régulièrement pour Mediapart, Ouest-France, La Libre Belgique, La Tribune de Genève et Le Monde diplomatique. La rédaction est composée de Ludovic Lepeltier-Kutasi, Jean-Michel De Waele, André Kapsas, Przemysław Kossakowski, Guillaume Narguet, Justine Salvestroni, Isma Hassaine-Poirier et Paul Saïsset.
Outre les membres fondateurs, Le Courrier d'Europe centrale a compté dans son équipe Benjamin Vargha, Vincent Baumgartner, Marion Decôme, Maria Dominique Illés, Yohan Poncet ou encore Camille Burgess.
Le Courrier d'Europe centrale est doté d'un groupe des « amis du Courrier d'Europe centrale », animé par Jean-Pierre Frommer.

## Affiliations et partenariats
Le Courrier d'Europe centrale a noué des partenariats éditoriaux avec Le Courrier des Balkans, V4 Revue, Hajde, Footballski, Novastan mais aussi avec les sites d'information polonais OKO.press et hongrois Mérce. Le Courrier d'Europe centrale est membre du réseau centre-européen Political Critique et du Collectif pour un Nouveau journalisme international, qui rassemble Le Courrier des Balkans, Orient XXI, Lettres persanes, Novastan, Gare de l'Est, La Dame de Pique et Rojinfo autour « de modèles éditorial et économique partagés »,.
L'association éditrice « Hulala » est membre du Syndicat de la presse indépendante d'information en ligne (SPIIL).